# Yumisuke Kotoyoshi
Yumisuke Kotoyoshi (琴義弓介 Kotoyoshi, Yumisuke) es un artista de manga hentai. Entre sus obras se destacan algunos mangas hentai, la colaboración para el dibujo de la versión manga de Saber Marionette J, y algunos títulos recientes publicados en las revista Young King OURs de la editorial Shōnen Gahōsha.
Generalmente , su dibujo se caracterizan mujeres adultas con grandes senos alargados sumidas en alguna situación sexual.

## Obras
- Glamorous Roses (Core Magazine)
- Gontan ga Kuruyo (Fujimi Shuppan)
- Insult!!  (Fujimi Shuppan)
- Juicy Fruits (Akane Shinsha)
- Mi.da.ra (Akane Shinsha)
- Nae ga Yuru  (Shonen Gahosha)
- Saber Marionette J (Kadokawa Shoten) (dibujo)
- Shokunyuu  (Core Magazine)
- WadaTsumi (Kadokawa Shoten)

- Datos: Q9097275